# Niels Lassen (herredsfoged)
 Der er flere personer med dette navn, se Niels Lassen.
Niels Lassen (11. maj 1525 - 18. oktober 1600) var en herredsfoged i Nørre Horne Herred, søn af Johanne Bertelsdatter og Las Michelsen, der bestred selvsamme embede forinden. Han endte med at blive halshugget på Tinghøj og var egentlig dømt til hjul og stejle, men hans familie betalte sig fra dette. Årsagen til dommen skulle angivelig være, at han havde taget skylden for et mord, som hans søn Christen Nielsen skulle have begået.
Niels Lassen var 3. juli 1547 viet til Maren Nielsdatter.